# 에우미르 마르시알
에우미르 펠릭스 데 로스 산토스 마르시알(타갈로그어: Eumir Felix de los Santos Marcial, 1995년 10월 29일~)은 필리핀의 권투 선수이다. 올림픽에 2회 참가하여 2020년 하계 올림픽 남자 미들급에서 동메달을 획득했다. 또한 세계 선수권 대회에서 은메달 1개를 획득했고 아시안 게임과 아시아 선수권 대회에서 각각 은메달 1개와 동메달 1개를 획득했다.